# Großer Preis von Korea

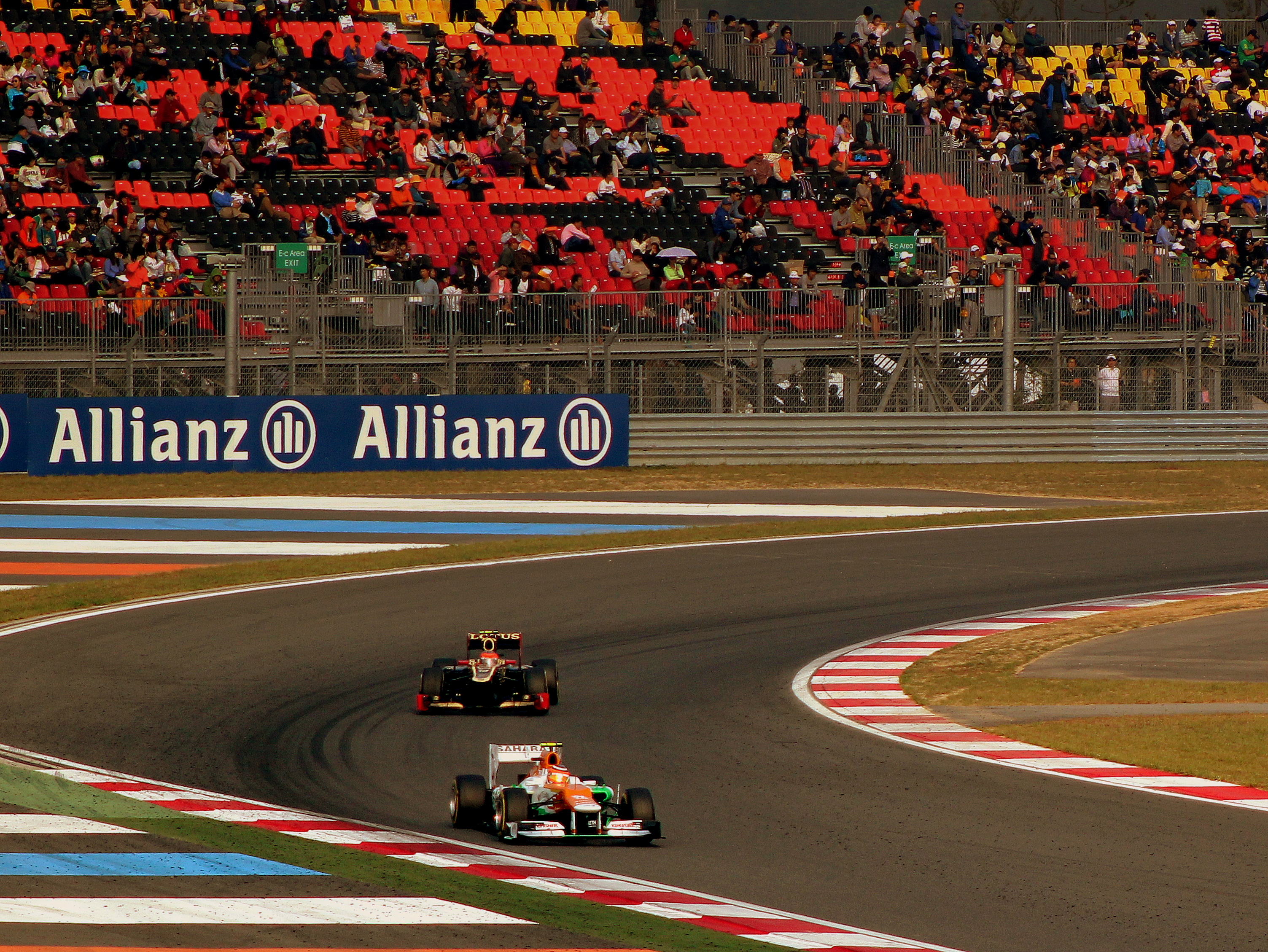
Großer Preis von Korea 2012

Der Große Preis von Korea wurde von der Formel-1-Saison 2010 bis zur Formel-1-Saison 2013 jährlich als Rennen der Formel-1-Weltmeisterschaft in Südkorea ausgetragen. Als Rennstrecke dient der Korean International Circuit in Yeongam im Südwesten des Landes. Die Veranstaltung hatte eigentlich einen Sieben-Jahres-Vertrag, machte jedoch allein bei der Austragung 2013 26 Millionen US-Dollar Verlust und wollte den Vertrag nachverhandeln. Da es keine Fördergelder Südkoreas gab, der Zuschauerzuspruch zu gering war und es auch zu wenige Hotels in der Nähe der Strecke gab, wurde ein Verzicht auf dieses Rennen von der FIA verkündet.
Im Dezember 2014 tauchte der Große Preis von Korea überraschenderweise im Kalender für die Formel-1-Saison 2015 auf, der vom FIA-Weltrat abgesegnet wurde. Dieser umfasste damit 21 Rennen, und laut Reglement durfte ein Fahrer bei mehr als 20 Rennen nicht vier, sondern fünf Antriebseinheiten pro Saison verwenden. In den Medien wurden schnell Spekulationen laut, dass die Aufnahme des Rennens in den Rennkalender nur erfolgte, um die Anzahl der erlaubten Motoreneinheiten zu erhöhen und keine Chance auf eine tatsächliche Durchführung des Rennens bestehe. Dieser Eindruck wurde durch die Tatsache, dass die Betreiber des Korean International Circuit vorab nicht über die Aufnahme des Rennens in den Rennkalender informiert wurden, verstärkt. Zudem wurde das Rennen für den 3. Mai 2015, also eine Woche vor den Großen Preis von Spanien terminiert, was für die Logistik der Teams eine nahezu unlösbare Aufgabe darstelle. Bernie Ecclestone wolle auf diese Weise den Motorenherstellern Ferrari, Honda und Renault helfen, da die Motoren von Mercedes sowohl bezüglich der Leistung als auch der Zuverlässigkeit als überlegen galten. Die erwartete Streichung des Rennens aus dem Kalender erfolgte am 6. Januar 2015.

## Ergebnisse
| Auflage | Jahr | Strecke | Sieger                              | Zweiter                           | Dritter                         | Pole-Position                       | Schnellste Runde                    |
| ------- | ---- | ------- | ----------------------------------- | --------------------------------- | ------------------------------- | ----------------------------------- | ----------------------------------- |
| 1       | 2010 | Yeongam | Fernando Alonso (Ferrari)           | Lewis Hamilton (McLaren-Mercedes) | Felipe Massa (Ferrari)          | Sebastian Vettel (Red Bull-Renault) | Fernando Alonso (Ferrari)           |
| 2       | 2011 | Yeongam | Sebastian Vettel (Red Bull-Renault) | Lewis Hamilton (McLaren-Mercedes) | Mark Webber (Red Bull-Renault)  | Lewis Hamilton (McLaren-Mercedes)   | Sebastian Vettel (Red Bull-Renault) |
| 3       | 2012 | Yeongam | Sebastian Vettel (Red Bull-Renault) | Mark Webber (Red Bull-Renault)    | Fernando Alonso (Ferrari)       | Mark Webber (Red Bull-Renault)      | Mark Webber (Red Bull-Renault)      |
| 4       | 2013 | Yeongam | Sebastian Vettel (Red Bull-Renault) | Kimi Räikkönen (Lotus-Renault)    | Romain Grosjean (Lotus-Renault) | Sebastian Vettel (Red Bull-Renault) | Sebastian Vettel (Red Bull-Renault) |